# Kjell Rune Pedersen
Kjell Rune Pedersen (12 settembre 1957) è un ex calciatore norvegese, di ruolo centrocampista.

## Carriera

### Club
Pedersen giocò con la maglia del Brann dal 1978 al 1981. Nel 1981, passò allo Hald. Fece ritorno al Brann nel 1982, per rimanervi fino all'anno successivo. Nel 1986, giocò 18 partite per lo Start. Dal 1988 al 1990, fu un calciatore del Fyllingen.

### Nazionale
Conta 5 presenze per la Norvegia under 21. Esordì il 22 giugno 1978, nella sconfitta per 1-0 contro la Danimarca under 21.

## Palmarès

### Club

#### Competizioni nazionali
- Coppa di Norvegia: 1

Brann: 1982